# Vita lögner (film)
Vita lögner är en dansk-finländsk-svensk komedi- och dramafilm från 1995 i regi av Mats Arehn och med manus av Arehn och Rolf Börjlind.

## Handling
Filmen utspelar sig under 1940-talet och skildrar varietésångaren Palle Hagmann, som drar fulla hus på Chinateatern. Han har ett förhållande med Ingrid Bull Hedlund, som kommer från ett välbärgat hem. Hon blir gravid och de gifter sig trots att Ingrids mor, Karin, ringaktar Palle såväl som hans yrke. Men Palle välver storslagna planer, ständigt.

## Om filmen
Inspelningen ägde rum mellan 5 april och 22 juni 1994 i Filmhusateljéerna, Restaurang Pelikan och Årsta slott i Stockholm samt i Helsingfors, Köpenhamn och Languedoc i Frankrike. Producent var Börje Hansson och fotograf Jörgen Persson. Filmen premiärvisades den 27 januari 1995 på ett 25-tal biografer runt om i Sverige. Den har senare visats som en serie av både TV3 och TV4 samt getts ut på video.
Haber nominerades till en Guldbagge 1996 för sina insatser i filmen.

## Rollista
- Peter Haber – Palle Hagmann
- Jessica Zandén – Ingrid Hagmann
- Fredrik Ådén – Martin Hagmann, Palles och Ingrids son
- Marianne Hedengrahn – Karin Bull Hedlund, Ingrids mor
- Elmer Green – Ernst Kropenius, teaterdirektör i Helsingfors
- Lasse Pöysti – Lindqvist, varietédirektör
- Elaine Sjöberg – fru Lindqvist
- Lars Engström – greve Magnus Anckarcrona
- Lars Göran Lakke Magnusson – Nils
- Benny Hansen – direktör Per Holst
- Jesper Christensen – Kristian, Holst medhjälpare
- Holger Perfort – hotellmanagern i Köpenhamn
- Christoffer Bro – Karsten, hotellportier
- Bronislaw Scibor – dirigenten
- Bernt Ström – polismästaren
- Claes Esphagen – Bull Hedlund, Ingrids far
- Märta Laurent	– fru Ekberg
- Måns Westfelt – trikåmannen
- Leif Wager – domaren
- Sture Hovstadius – konstnär
- Hans Sundberg – konstnär
- Alf "Affe" Nilsson – konstnär
- Ulf "Uffe" Lindberg – konstnär
- Kaj Larsen – konstnär
- Göran Schauman – bankdirektören
- Tomas Norström – delgivningsmannen
- Peter Hüttner – kyparen
- Lars Haldenberg – Palles far
- Jean Chapou – borgmästaren
- Jean-Claude Baudracco - Vinodlare
- Anita Heikkilä – sminkösen
- Sait Eser – teatermannen
- Monir Shukru – akrobaten
- Hubert Wahlin	– artisten
- Majken Wästberg – pianisten